# Ytterenhörna landskommun
Ytterenhörna landskommun var en tidigare kommun i Södermanlands län.

## Administrativ historik
Den 1 januari 1863, när kommunalförordningarna började tillämpas, skapades över hela riket cirka 2 500 kommuner, varav 89 städer, 8 köpingar och resten landskommuner. Då inrättades i Ytterenhörna socken i Selebo härad i Södermanland denna kommun.
Landskommunen uppgick 1948 i Enhörna landskommun som 1967 uppgick i Södertälje stad som 1971 ombildades till Södertälje kommun.

## Politik

### Mandatfördelning i Ytterenhörna landskommun 1946
| 3 | 12 |

| 15 |